# Carlos Bru
José Carlos Bru Villareal (New York, 9 giugno 1928 – Città del Messico, 7 marzo 2016) è stato un cestista e allenatore di pallacanestro messicano.

## Carriera
Con il Messico ha disputato una edizione dei Giochi olimpici (1952).